# 976

## Nașteri
- Izumi Shikibu, poetă și prozatoare japoneză (d. 1033)

## Decese
- Zhao Kuangyin, împărat al Chinei (927-976) și fondator al Dinastiei Song (n. 927)